# Anuga constricta
Anuga constricta là một loài bướm đêm trong họ Noctuidae.